# Граница между Бразилия и Франция
Френско-бразилска граница е държавна граница в североизточната част на Южна Америка между Бразилия (щат Амапа) и Франция (отвъдморски департамент Френска Гвиана). Дължината ѝ е 730 km. Това я прави 122 междудържавна граница по дължина и първа по дължина за Франция. За сравнение границата между Франция и Испания, която е втората по дължина е 623 km. За Бразилия обаче това е втората най-малка по дължина държавна граница като само тази със Суринам е по-кратка – 593 km.
Значителна част от границата минава по течението на река Ояпок като след това преминава на запад по планински хребети до границата със Суринам. Настоящата гранична ивица е договорена през 1713 г. с Утрехтския мирен договор. По-късно обаче Франция я нарушава като окупира почти целия съвременен щат Амапа. Френско-португалският спор, който по-късно преминава във френско-бразилски спор е разрешен едва през 1900 г. с помощта на международен арбитраж в полза на Бразилия.
Границата между двете страни днес е проблем за нелегална имиграция към Франция.